# Guigui (Burkina Faso)
Pour les articles homonymes, voir Guigui.
Guigui est une commune rurale située dans le département de Zamo de la province de Sanguié dans la région du Centre-Ouest au Burkina Faso.

## Éducation et santé
La commune accueille une école primaire et un centre de santé et de promotion sociale (CSPS).